# 353 Ruperto-Carola
A 353 Ruperto-Carola (ideiglenes jelöléssel 1893 F) a Naprendszer kisbolygóövében található aszteroida. Maximilian Franz Joseph Cornelius Wolf fedezte fel 1893. január 16-án.